# Sarimulyo (Winong)
Sarimulyo is een bestuurslaag in het regentschap Pati van de provincie Midden-Java, Indonesië. Sarimulyo telt 2284 inwoners (volkstelling 2010).